# André Hamel
Pour l’article ayant un titre homophone, voir André Hammel.
Pour les articles homonymes, voir Hamel.
 (juillet 2023).
 (juillet 2023).
Si vous disposez d'ouvrages ou d'articles de référence ou si vous connaissez des sites web de qualité traitant du thème abordé ici, merci de compléter l'article en donnant les références utiles à sa vérifiabilité et en les liant à la section « Notes et références ».
André Hamel, né en 1955, est un compositeur et enseignant québécois.

## Biographie
André Hamel est un compositeur et pédagogue québécois né en 1955. Il se produit d’abord en tant que musicien rock, avant d’entamer un baccalauréat en composition au début des années 1980. Sa formation académique le mène d’abord dans la classe de composition de Serge Garant, à l’Université de Montréal, puis, à la mort de celui, auprès des compositeurs Michel Longtin et Francis Dhomont, sous la supervision desquels il obtient une maîtrise en composition en 1993. Il poursuit actuellement[Quand ?] des études doctorales à l’Université de Montréal, où il prépare une thèse sur un concept clef de son approche compositionnelle, la musique élémentielle[réf. nécessaire].
André Hamel est actif à titre de compositeur depuis 1983, ainsi qu’en témoigne son catalogue comprenant plus d’une quarantaine de titres. Bon nombre de ses œuvres ont recours à la spatialisation sonore. On remarque par ailleurs[style à revoir] que la pluridisciplinarité occupe une place de choix au sein du corpus d’œuvres de Hamel, couvrant à la fois les domaines de la danse (Musiques d’Urnos, 2004 ; Musiques pour Un étranger, 2005), de la littérature (21 courtes pièces, 2013, sur des textes de l’écrivain Étienne Lalonde), que de la facture d’instruments nouveaux (Musiques d’Urnos, 2004 ; L’heure suspendue, 2010, pour flying can et traitement en temps réel). Son catalogue comprend aussi des commandes, passées par des organismes tels que la Société de musique contemporaine du Québec (SMCQ), la Société Radio-Canada, l’ensemble de percussion Polyrithmia (Bulgarie), le Musée Pointe-à-Callière (Symphonies portuaires de Pointe-à-Callière, 1997), le Centre de musique canadienne, le Théâtre La Chapelle de Montréal, le duo de piano Morel-Nemish, le violoncelliste français Benjamin Carat, Bradyworks et l'Ensemble contemporain de Montréal.
La carrière d’André Hamel est aussi marquée par des projets collectifs, ainsi que par une implication auprès de divers organismes de la scène musicale montréalaise. En 1985, il fonde la SCAQ (Société des concerts alternatifs du Québec), organisme qui deviendra par la suite la société Codes d’accès, dont il est président de 1987 à 1990, et membre du conseil d’administration de 1985 à 1991 et de 1994 à 1996. Puis, en 1992, il cofonde, avec les compositeurs Alain Lalonde et Alain Dauphinais, le collectif Espaces sonores illimités (ESI), voué à l’utilisation de diverses formes de spatialisation musicale dans la production de musique de concert. Il est par ailleurs membre du comité artistique de la Société de musique contemporaine du Québec (SMCQ) entre 2000 et 2018, et membre de son conseil d’administration entre 2007 et 2012. À titre d’administrateur, il s’implique aussi au conseil d’administration du Centre de musique canadienne au Québec (CMC Qc) entre 2004 et 2007 et de 2013 à ce jour.
Sur le plan plus purement musical, les projets collectifs d’André Hamel comptent notamment la Symphonie du millénaire, évènement musical produit par la SMCQ en juin 2000 et coécrit par 19 compositeurs. En 2001, il participe à la composition de la Symphonie des éléments, œuvre collective à laquelle prennent aussi part Alain Dauphinais, Alain Lalonde et Michel Gonneville, présentée dans le cadre du festival de musique contemporaine Montréal/Nouvelles Musiques (MNM 2005). En 2005, toujours en compagnie de ses confrères d’Espaces sonores illimités et du compositeur et tromboniste Claude St-Jean, il compose une partie de la musique pour Fanfares, pour trois fanfares en mouvement, œuvre coproduite par ESI et le Festival International de Musique Actuelle de Victoriaville (FIMAV). En 2006, ESI s’associe à Michel A. Smith dans le cadre du projet Spatio Lumino, cette fois coproduit par ESI et MNM 2007.
Plusieurs titres d’André Hamel ont été radiodiffusés, tant sur les ondes de Radio-Canada qu’à l’échelle internationale. Ses œuvres sont jouées depuis le milieu des années 1980 par des solistes, ensembles et orchestres à travers le monde, notamment en Belgique (Bruxelles), en Bulgarie (Sofia), en Italie (Bologne), en Autriche (Vienne), aux États-Unis (Miami), en Allemagne (Dresde), en France (Lyon, Strasbourg), en Suisse (Lausanne, Bâle, Lucerne, Zürich),, et en Croatie (Zagreb).

## Récompenses, prix et bourses
- 2018 : Obtention du 1er prix au concours du Prix collégien de musique contemporaine, attribué par le Centre de musique canadienne au Québec et le CÉGEP de Sherbrooke, pour son œuvre Traces de vie.
- 2016-2017 : Obtention du Prix Opus de la Création de l’année, attribué par le Conseil Québécois de la Musique (CQM), pour son œuvre L’Être et la réminiscence.
- 2016 : 2e prix au concours du Prix collégien de Musique contemporaine, attribué par le Centre de musique canadienne au Québec et le CÉGEP de Sherbrooke, pour son œuvre Andromède ou la beauté enchaînée.
- 2015-2016 : Obtention du Prix Opus du Compositeur de l’année, attribué par le Conseil Québécois de la Musique et le Conseil des arts et des lettres du Québec.
- 2012-2013 : Obtention du Prix Opus de la Création de l’année, attribué par le Conseil Québécois de la Musique (CQM), pour son œuvre 21 courtes pièces sur des textes d'Étienne Lalonde.
- 2012 : Obtention du Prix Serge-Garant de la Fondation Émile-Nelligan, prix décerné pour l’ensemble de l’œuvre d’un compositeur[4].
- 2009 : André Hamel se voit attribuer le 2e prix ex æquo au concours du Prix collégien de Musique contemporaine attribué par le Centre de musique canadienne au Québec et le CEGEP de Sherbrooke, pour son œuvre Brumes matinales et textures urbaines.
- 2007 : En juin, son octuor de saxophone, À huit, figure parmi les œuvres recommandées à la Tribune Internationale des compositeurs de l’Unesco.
- 2006-2007 : Son disque monographique, La trilogie du presto, a été en nomination lors du gala des Prix Opus.
- 2003 : André Hamel obtient le Studio du Québec à New York du CALQ (Conseil des arts et des lettres du Québec) où il séjourne du 1er juillet au 31 décembre de cette année.
- 2000 : Le Conseil des Arts du Canada, lui attribue le Prix Joseph-S.-Stauffer.
- 1997-1998 : Obtention du Prix Opus de la Création de l’année, attribué par le Conseil québécois de la musique (CQM), pour son œuvre In auditorium.
- 1997 : Le jury du 6e Concours international de composition Goffredo Petrassi (Fondation Arturo Toscanini, Parme, Italie) décerne à André Hamel une mention spéciale du jury pour son œuvre pour orchestre L’absurde Travail.

## Catalogue d'œuvres
| Année | Œuvre                                                  | Instrumentation | Informations supplémentaires |
| ----- | ------------------------------------------------------ | --- | --- |
| 2019  | 6 petites pièces pour clarinette et piano              | Clarinette et piano | |
| 2019  | L'autre (Le cor étranger)                              | Cor, clarinette et piano | |
| 2018  | Le tombeau sans nom                                    | Flûte, saxophone alto, piano et récitante jouant célesta                                                                                                   | |
| 2017  | 12 petites études d’écriture                           | Piano | |
| 2017  | L’Être et la réminiscence                              | Quinze musiciens spatialisés | |
| 2016  | Traces de vie                                          | Cinq cuivres et percussion spatialisés | |
| 2016  | Traces dans l’espace                                   | Cinq cuivres et percussion spatialisés | Œuvre collective composée avec Alain Dauphinais, Alain Lalonde, Julien Robert. |
| 2015  | Nocturnale                                             | Orgue positif de dos et traitement numérique en temps réel                                                                                                 | |
| 2015  | Andromède ou la beauté enchaînée                       | Cinq cuivres et percussion spatialisés. | |
| 2014  | Les passants                                           | Dix-sept instruments spatialisés et en mouvement. | |
| 2014  | Entre chien et loup                                    | Saxophone baryton et traitement numérique en temps réel.                                                                                                   | |
| 2014  | Au cœur de la nuit, l'esquisse                         | Orgue positif et traitement numérique en temps réel. | |
| 2013  | 21 courtes pièces sur des textes d'Étienne Lalonde     | Petit ensemble et mezzo-soprano. | |
| 2010  | L’heure suspendue                                      | « Flying can » et traitement en temps réel. | Enregistré sur PTC-2013. |
| 2009  | Petit prélude                                          | Ensemble de flûtes à bec, ensemble de xylophones Orff et harmonie de concert.                                                                              | |
| 2008  | Inside Outside                                         | Clarinette, alto et piano. | Auparavant intitulée Continuum interruptus, et avant cela, À trois. |
| 2007  | Brumes matinales et textures urbaines                  | Quatuor de saxophones et traitement en temps réel. | Enregistré sur CQB 1618 |
| 2007  | Fanfares in situ                                       | Trente trompettes, trente trombones et/ou tubas, quarante saxophones et huit grosses caisses.                                                              | Œuvre collective composée avec Alain Dauphinais, Alain Lalonde, Michel A. Smith. |
| 2007  | Spatio lumino                                          | Six improvisateurs. | Œuvre collective composée avec Alain Dauphinais, Alain Lalonde, Michel A. Smith. |
| 2006  | Musiques au fil de l'eau                               | Six cuivres et deux percussions. | Œuvre collective composée avec Alain Dauphinais et Alain Lalonde. |
| 2006  | Sonarium                                               | Installation électroacoustique. | Installation collective avec Roxanne Turcotte et Diane Labrosse. |
| 2006  | Intérieur nuit                                         | Œuvre électroacoustique. | Composée pour une vidéo de danse de la chorégraphe Guylaine Savoie. |
| 2005  | Musiques pour Un étranger                              | Œuvre électroacoustique. | En deux tableaux. Composée pour un spectacle de danse de la chorégraphe Guylaine Savoie. |
| 2005  | Musiques pour fanfares                                 | Trois fanfares en mouvement. | Œuvre collective composée avec Alain Dauphinais, Alain Lalonde et Claude St-Jean. |
| 2004  | « de l’aube claire… »                                  | Violoncelle et traitement en temps réel. | |
| 2004  | Musiques d’Urnos                                       | Voix, percussion et instruments reconstitués. | Spectacle multidisciplinaire de la compagnie La Nef, avec la collaboration de Bernard Arcand (Michel Rochon, lors de la reprise de 2011). Enregistré sur CQB 1720 |
| 2003  | L’heure bleue                                          | Clavecin et traitement en temps réel. | Enregistré sur ACD2 2396. |
| 2001  | Propos sur Rachmaninov                                 | Deux pianos. | |
| 2001  | À huit                                                 | Huit saxophones cachés et spatialisés. | Enregistré sur ACD2 2396. |
| 2001  | Maëlstrom                                              | Harmonie spatialisée. | Section composée par André Hamel pour la Symphonie des éléments. |
| 2001  | Symphonie des éléments                                 | Quatre-vingt-cinq musiciens. | Œuvre collective composée avec Alain Dauphinais, Michel Gonneville, André Hamel, Alain Lalonde. |
| 2000  | Symphonie du millénaire                                | Trois cent trente-trois musiciens, deux mille carillonneurs, quinze clochers, grand orgue, carillon de cinquante-six cloches, et deux camions de pompiers. | Œuvre collective composée avec Serge Arcuri, Walter Boudreau, Denys Bouliane, Vincent Collard, Yves Daoust, Alain Dauphinais, André Duchesne, Louis Dufort, Sean Ferguson, Michel Gonneville, André Hamel, Alain Lalonde, Estelle Lemire, Jean Lesage, Luc Marcel, Marie Pelletier, John Rea, Anthony Rozankovic, Gilles Tremblay |
| 1999  | À six                                                  | Six percussionnistes spatialisés. | |
| 1998  | In auditorium                                          | Trente-et-un exécutants spatialisés. | |
| 1997  | Étude no 4 : Interférences et langueurs dans le presto | Piano | Enregistrée sur ACD2 2396. |
| 1997  | Le chant des grandes coques                            | Symphonie portuaire pour cinq cornes de brume, locomotive, clocher, cloches de pompier, et sirènes diverses.                                               | |
| 1996  | In capella                                             | Vingt-trois musiciens spatialisés et deux chefs. | |
| 1994  | La Quête                                               | Deux multi-instrumentistes, deux chefs et vingt-quatre musiciens spatialisés.                                                                              | |
| 1993  | Environnement 239                                      | Deux trompettes, petites percussions et cordes spatialisées.                                                                                               | |
| 1993  | Interférence sur le crin                               | Violoncelle seul. | Enregistrée sur ACD2 2396. |
| 1991  | Théâtre navrant                                        | Soprano, clarinette, guitare électrique et sept musiciens spatialisés.                                                                                     | |
| 1991  | L’esprit ceint dans son corset                         | Bande. | |
| 1991  | Deux pièces pour cornemuse                             | Chabrette limousine (cornemuse). | Extrait sur CQB 1720 |
| 1990  | Environnement 240                                      | Dix-sept musiciens spatialisés. | |
| 1989  | Deux baguettes dans un presto                          | Percussion solo. | Enregistré sur ACD2 2396. |
| 1988  | L’absurde travail                                      | Orchestre. | |
| 1985  | Quatuor 241                                            | Flûtes à bec. | |
| 1984  | Étude no 3                                             | Bande. | |
| 1984  | Pièce pour violon et piano                             | Violon et piano. | |
| 1983  | 11 par 8                                               | Saxophone soprano, clarinette en mi bémol, basson, contrebasson, cloches tubulaires et piano.                                                              | |
| 1983  | Coup de dés                                            | Piano. | |
| 1983  | Étude no 2                                             | Bande. | |

### Au sujet d'André Hamel
- Paul Bazin, « Le mythe urnosséen, ou la fabulation anthropologique selon André Hamel », Circuit, musiques contemporaines, vol. 27, no 1, 2017, p. 55-70.
- Réjean Beaucage, « Le cas d’Espaces sonores illimités », Circuit musiques contemporaines, vol. 17, no 3, 2007, p. 39-44.
- Claudine Caron, « Coup de dés, d’André Hamel », La muse affiliée, vol. 9, no 1, automne 2006, p. 10-11.
- Dominique Olivier, « André Hamel – Un calendrier bien rempli », Paroles et musiques, vol. 6, no 4, avril 1999.

### Textes rédigés par André Hamel
- « Entendu dans Cette ville étrange – D’accessibilité et d’authenticité », Circuit, musiques contemporaines, vol. 25, no 1, 2015, p. 77-80.
- « Musique de création et spiritualité : forum à sept voix », texte collectif, direction : Maxime McKinley, Circuit, musiques contemporaines, vol. 21, no 1, 2011, p. 61-74.

## Discographie
- Les musiques d’Urnos (2017, CD, coll. Quatuor Bozzini, CQB 1720) : Ensemble La Nef
- Nouvelle esquisse (2004).
- Genèse (2004).
- Chasse (2004).
- Solitude (2004).
- Désir (2004).
- Naissance (2004).
- Victoire (2004).
- Immolation (2004).
- À la recherche des Urnosséens (1991).
- De souffles et de machines (2016, coll. QB, CQB 1618) : Quasar quatuor de saxophones
- Brumes matinales et textures urbaines (2007)
- Totem électrique (2013, Totem contemporain, PTC-2013)
- L’heure suspendue (2010) (Flyingcan et traitement numérique)
- La Trilogie Du Presto (2008, Étiquette Atma, ACD2 2396)[5] : Quatuor Arte, quatuor Quasar, Julien Grégoire, Catherine Perron, Angela Toshva, Catherine Perrin
- À huit (2001) (Huit saxophones cachés et spatialisés)
- Deux baguettes dans un presto (1989) (Percussion solo)
- Interférence sur le crin (1993) (Violoncelle seul)
- Étude no 4 : Interférences et langueurs dans le presto (1997) (Piano)
- L'heure bleue (2003) (Clavecin et traitement en temps réel)